# Thermosphaera
A Thermosphaera egy olyan Archaea, amely nem a Desulfurococcaceae családban foglal helyet. A prokarióta szervezetek egy csoportja amit extrém forró környezetekben fedeztek fel, például kénes forrásokban, vulkánokban, és magma medencékben. Izolátumait először 1998-ban azonosították az Obszidián-tóból a Yellowstone Nemzeti Parkban.

## Sejt szerkezete
Sejtjei gömb alakúak és fürtszerű aggregátumokat formálnak az exponenciális növekedési fázis közben. A késő exponenciális és stacioner növekedési fázisban láthatóak kis csoportok beleértve néhány egyedülálló sejtet. Kimutatták, hogy az aggregátumoknak számos ostora van, az egyedülálló sejteknek nyolc lehet. Ha a hőmérséklet meghaladja a 92 °C-ot, az meggátolja a növekedést. Sejtjei heterotrófok, élesztőből termelnek energiát.

## Ökológia
Többet megtudni ezekről az organizmusokról és a tulajdonságaikról az a biotechnológiai fejlődésben segíthet. Képesek nőni extrém hőmérsékleten.

## Genom szerkezete
A 16S rRNS szekvenálása azt mutatta hogy az izolátum a Crenarchaeota csoport tagja, és közeli kapcsolatban áll a Staphylothermusal és a Desulfurococcusal.